# ثقافة تيكي
ثقافة تيكي هي حركة فنية وموسيقية وترفيهية أمريكية الأصل، مستوحاة من ثقافات بولينيزيا وميلانيزيا وميكرونيزيا، إضافةً إلى فن أوقيانوسيا. ومن الثقافات المؤثرة في ثقافة تيكي: أسترالاسيا، وميلانيزيا، وميكرونيزيا، وبولينيزيا، وجزر الكاريبي وهاواي. يعود أصل التسمية إلى تيكي، وهو الاسم الماوري لأول إنسان وغالبًا ما يجسد بملكية ثمينة تعرف باسم «هاي تيكي» أو «تاونغا». وكثيرًا ما استحوذ الأوروبيون عليها بوصفها تعويذة حظ وتاجروا بها، ومن هنا جاء اسم ثقافة تيكي. مع أن جزر المحيط الهادي تمتد أكثر من 16,000 كيلومتر (10,000 ميل) وتضم عديدًا من الثقافات والأديان واللغات المختلفة غير المترابطة، لكن يعد بعضهم جمالية تيكي مزيجًا من «خيال ثقافات المحيط الهادي» و«الحنين إلى الماضي الاستعماري». على هذا، وبسبب النظرة التبسيطية التي يتبناها الجماليون تجاه المحيط الهادي، فقد أثبتت ثقافة تيكي أنها مثيرة للجدل في كثير من الأحيان.
سادت ثقافة تيكي في البداية وانتشرت لتزيين الحانات والمطاعم ذات الطابع الخاص، تلبيةً لنظرة الأمريكيين إلى جنوب المحيط الهادي. إذ تعرض تلك الحانات منحوتات تيكي وتقدم مشروبات كحولية معقدة ذات أسماء جذابة، ما أثر في النهاية على الثقافة الحياتية في المنطقة. وأصبحت تلك الثقافة واحدة من الطرق الأساسية التي أثرت بها ثقافة نيوزيلندا في ثقافة الولايات المتحدة، وإن كان على نحو غير مباشر. بدأت ثقافة تيكي في كاليفورنيا في ثلاثينيات القرن العشرين ثم انتشرت في جميع أنحاء العالم، وقد استلهمت من الجاذبية العاطفية لجنوب المحيط الهادي، خاصةً بولينيزيا، ويرى ذلك من خلال تجارب السياح وأفلام هوليوود التي تتضمن مناظر طبيعية جميلة وحب محرم وإمكانية عيش المخاطر. بمرور الوقت، أدرجت على نحو انتقائي مزيد من العناصر الثقافية -والجوانب المتخيلة- من مناطق أخرى مثل جنوب شرق آسيا. في حين أن الديكور والأجواء في هذه المؤسسات مستمد إلى حد بعيد من التأثيرات البولينيزية، فإن الكوكتيلات مستوحاة من المشروبات والمكونات الاستوائية في المطبخ الكاريبي.
تغيرت ثقافة تيكي بمرور الوقت، متأثرةً بالحرب العالمية الثانية والتعرض المباشر لثقافة مئات الآلاف من الجنود الأمريكيين خلال تلك الحرب. وتضاءلت جاذبيتها وتراجعت أهميتها الثقافية بمرور الوقت. شهدت كذلك العقود الأولى من القرن الحادي والعشرين انتعاشًا في الاهتمام بثقافة تيكي، متضمنًا انتعاش تجاري محدود. إضافةً إلى ذلك، جذبت الثقافة أشخاصًا مهتمين بالكوكتيلات والتاريخ والآثار الحضرية والأنماط الرجعية. لكن الاستيلاء على ثقافات المحيط الهادي الأصلية بات محل تحد متزايد بوصفه موضوع حساس ثقافيًا أو عنصريًا.

## التسمية
استخدمت كلمة «تيكي» لوصف أسلوب الجزر الاستوائية في جنوب المحيط الهادي ابتداءً من أواخر ثلاثينيات القرن العشرين، وهو استخدام «غير معروف في لغات المحيط الهادي». وقد طبقت في وقت مبكر على «تيكي بانش» و«تيكي رومز» و«تيكي تورشز» وغيرها. ومع حلول خمسينيات القرن العشرين، غالبًا ما استخدمت المطاعم الكلمة لوصف «حانات تيكي» و«تيكي رومز» ذات الطابع البولينيزي.
ظهر مصطلح «ثقافة تيكي» في تسعينيات القرن العشرين لوصف إحياء هذا الأسلوب.

## الأصل
بدأت ثقافة تيكي مع نهاية فترة حظر الكحوليات في الولايات المتحدة الأمريكية عام 1933 بافتتاح مطعم وبار دونز بيتشكومبر، وهو مطعم وبار ذو طابع بولينيزي في هوليوود، كاليفورنيا. كان مالكه إرنست ريموند بومونت-جانت، وهو شاب من تكساس ونيو أورلينز كان يتاجر بالروم مع والده، ويزعم أنه أبحر عبر جزء كبير من المحيط الهادي. تغير اسم المطعم لاحقًا إلى دون ذا بيتشكومبر، وغير بومونت-جانت اسم المطعم قانونيًا إلى دون بيتش. قدم المطعم مأكولات كانتونية وكوكتيلات روم غريبة ومشروبات بنش، مع ديكور من المشاعل المشتعلة وأثاث من الخيزران وأكاليل زهور وأقمشة زاهية الألوان بدت وكأنها صور من الأفلام الشهيرة التي كانت تساعد في تغذية رغبات الأمريكي العادي في السفر عبر المحيط الهادي.
تناول فيكتور بيرجيرون، صاحب مطعم من أوكلاند، كاليفورنيا، طعامه في مطعم دون ذا بيتشكومبر عام 1936. وصرح بيرجيرون: «ذهبنا إلى مكان يسمى البحار الجنوبية، زرنا دون ذا بيتشكومبر في هوليوود. في الواقع، اشتريت بعض الأشياء منه. وحين عدت إلى أوكلاند، أخبرت زوجتي بما رأيت، واتفقنا على تغيير اسم مطعمنا وديكوره». أصبح اسم المطعم، إضافةً إلى لقبه الجديد، ترايدر فيكس. تبنى بيرجيرون الهوية الجديدة بطريقة تحاكي أسلوب بيتش المسرحي، وتعزز أوهام هوليوود، مخبرًا الناس أن ساقه التي فقدها بسبب السل كانت نتيجة تعرضه لهجوم سمكة قرش.
بدأت مطاعم أخرى، مثل كافتيريا كليفتون، بتقديم ديكورات ضخمة مستوحاة من مواضيع «مبتذلة» وليست تقليدية أصلية. وخضع مطعم كليفتون لتجديدات شاملة عام 1939 ليصبح كليفتون ساوث سيز. وزين الجزء الخارجي والداخلي باثني عشر شلالًا وصخور بركانية ونباتات استوائية. ويقال إنه كان يضم أيضًا «بركانًا يتدفق منه عصائر».
غالبًا ما كان ديكور المطاعم الداخلي والخارجي مصممًا بعناية فائقة باستخدام زخارف من جميع أنحاء العالم. وبدأ جوزيف ستيفن كرين، صاحب مطعم ذا لواو لاحقًا، قائمة طعام مميزة، لم تقتصر على مأكولات هاواي فحسب، بل اشتملت أيضًا على أطباق جميع مناطق أوقيانوسيا تقريبًا، إضافة إلى هونغ كونغ و«أصداف المحار» من المحيط الهندي.
حاولت مطاعم تيكي المبكرة، وإن لم تكن تسمى كذلك آنذاك، التوفيق بين الواقع والخيال فيما تبدعه، مقرةً بأن كثير منه كان مجرد خدع هوليوودية، لكنها سعت أيضًا لخلق جو من الأصالة. وقد ذكرت قوائم مطاعم كرين اللاحقة: «لقد عبرتم للتو ممر المشاة إلى عالم آخر، إلى جزء من الجنة، أو هذا هو الوهم الذي نأمل في خلقه في مهرجان لواو. وهو في الحقيقة أكثر من مجرد وهم، فثمة أصالة في المغامرة التي ستخوضونها، يحضر الطعام والشراب تحت إشراف الدكتور فو فونغ الفريد من نوعه، مشروباتنا المميزة، سيمفونيات الجزيرة من أنواع الرم النادرة والمتميزة، تستحق احترامكم الكامل، ويتجلى ذلك بأفضل صوره بالشرب البطيء والتلذذ بالطعم».
اشتملت أفلام بحار الجنوب التي سبقت هذه الفترة على أفلام عدة: ظلال بيضاء في البحار الجنوبية (1928)، وتاجر الحب (1928)، وطائر الجنة (1932). وكان بيتش يتفاعل باستمرار مع نجوم السينما، ويدعوهم إلى منزله لتناول عشاء يشبه حفلات لوآو، ويصادق ممثلين مثل كلارك غيبل.
صدر فيلم هاي تيكي عام 1935، ووصفت صحيفة نيويورك تايمز الحبكة بأنها تدور حول «ابنة زعيم تعد من النساء المحرمات ومقدر لها أن تكون عروس إله الحرب». ونسبت الصحيفة عنوان الفيلم إلى «سحر الحب»، في إشارة إلى أيقونات «هاي تيكي» التي غالبًا ما تربط بالخصوبة. صدر فيلم زفاف وايكيكي، بطولة بينغ كروسبي ومارثا راي، في عام 1937 مع الأغنية الشهيرة «بلو هاواي»، كما صدر فيلم حبها في الغابة عام 1938، من بطولة دوروثي لامور.
في وقت كانت تعد فيه رحلات الطيران المدني عبر البحار على متن تشاينا كليبر نادرة، واصلت شركة ماتسون لاين التابعة لشركة هاوايان ستيمشيب حملاتها الإعلانية الجريئة التي تروج لأسلوب حياة جزيرة هادئ وغريب، بقيادة مصورين مشهورين مثل إدوارد شتايشن وأنتون برويل، وبمشاركة ممثلات مثل جينكس فالكينبرغ، التي ظهرت لاحقًا في فيلمي حبيبة الأسطول وليالي تاهيتي. كلفت ماتسون فنانين بتصميم قوائم طعام تذكارية لا تنسى لتلك الرحلات.
بدأ هذا الموضوع يكتسب طابعًا خاصًا بين إعلانات خط ماتسون والمطاعم الجديدة والعرض السينمائي المتواصل. واحتفى معرض كاليفورنيا العالمي عام 1939 -معرض البوابة الذهبية الدولي- أول مرة بالثقافة البولينيزية في الولايات المتحدة. وتميز الحدث بعرض المحيط الهادي الذي قدم أساسًا سلع الدول المطلة على المحيط الهادي. تحدث الرئيس فرانكلين روزفلت في حفل الافتتاح عن الصداقة وتشابك المصائر بين الولايات المتحدة ودول المحيط الهادي، وهو شعور تجسد جزئيًا في تمثال ضخم يبلغ ارتفاعه 80 قدمًا لباسيفيكا، إلهة المحيط الهادي. لكن الحرب العالمية الثانية شكلت اختبارًا صعبًا لتلك الطموحات.